# Castro de Filabres
Castro de Filabres es una localidad y municipio español de la provincia de Almería, en la comunidad autónoma de Andalucía. En el año 2023 contaba con 109 habitantes (INE). Su término municipal tiene una superficie de 29,21 km² lo que proporciona una densidad poblacional de 4,14 hab./km². La localidad se encuentra situada a una altitud de 951 m sobre el nivel del mar y a 48 km de la capital de provincia, Almería.

## Toponimia
La etimología de la palabra Castro está bien documentada, al ser una palabra de origen latino cuyo significado es el de campamento. Esto podría estar relacionado con la fundación en el lugar por parte de Kahina, reina de la tribu bereber de los yarawa, que había sido romanizada y por tanto utilizaron este término.
La denominación de Filabres fue añadida por real decreto de 2 de julio de 1916, para evitar la confusión con varias localidades llamadas Castro, repartidas por toda la geografía española.

## Historia
En el siglo XVIII Castro de Filabres pertenece al partido de Ugíjar y es una villa de señorío del Marqués de Aguilafuente junto con las villas de Alcudia de Monteagud, Chercos, Benizalón y el lugar de Lucainena.

## Geografía humana

### Organización territorial
El municipio carece de cualquier otro núcleo de población.

### Demografía
Cuenta con una población de 101 habitantes (INE 2024).
| Gráfica de evolución demográfica de Castro de Filabres entre 1842 y 2021 |
| |
| Población de derecho según los censos de población del INE. Población de hecho según los censos de población del INE.En estos censos se denominaba Castro: 1842, 1857, 1860, 1877, 1887, 1897, 1900 y 1910. |

## Símbolos
Castro de Filabres solicitó permiso de la Junta de Andalucía para inscreibir oficialmente el escudo y bandera que se utilizan a día de hoy el 27 de octubre de 2004, recibiendo la aprobación a enero de 2007.

### Escudo
Su descripción heráldica es la siguiente:

De azur, una sierra de sinople de tres cimas sumada de una empalizada romana, con su torre vigía, de oro. Al timbre corona real cerrada.

### Bandera
La enseña del municipio tiene la siguiente descripción:

Paño de proporciones 2/3, dividido en dos franjas horizontales de igual anchura, la primera verde, la segunda amarilla; 
brochante, una faja vibrada, de proporciones 1/7, del uno en el otro.

## Política

### Alcaldes
| Legislatura | Nombre del alcalde        | Partido político        |
| ----------- | ------------------------- | ----------------------- |
| 1979-1983   | Serafín Martínez Martínez | Agrupación de Electores |
| 1983-1987   | Serafín Martínez Martínez | AP                      |
| 1987-1991   | Serafín Martínez Martínez | AP                      |
| 1991-1995   | Francisco Martínez Sola   | PSOE                    |
| 1995-1999   | Francisco Martínez Sola   | PSOE                    |
| 1999-2003   | Francisco Martínez Sola   | PSOE                    |
| 2003-2007   | Francisco Martínez Sola   | PSOE                    |
| 2007-2011   | Francisco Martínez Sola   | PSOE                    |
| 2011-2015   | Francisco Martínez Sola   | PSOE                    |
| 2015-2019   | Francisco Martínez Sola   | PSOE                    |
| 2023-act.   | Noemí Cruz Martínez       | PSOE                    |

## Servicios públicos

### Educación
El municipio carece de centros de enseñanza. Los colegios más cercanos se encuentran en Gérgal y Tabernas.

### Sanidad
El municipio cuenta con un consultorio auxiliar, dependientes del Complejo Hospitalario Torrecárdenas, que da servicio solamente los miércoles.

## Cultura

### Patrimonio

#### Bienes Inmuebles Protegidos
- Castillo «El Castillico».[11]